# Patrick Dennis
Patrick Dennis, eigentlich: Edward Everett Tanner III., (* 18. Mai 1921 in Evanston, Illinois; † 6. November 1976 in New York City) war ein US-amerikanischer Autor.
Dennis zählte von 1950 bis 1960 zu den meistgelesenen Autoren Amerikas. Er veröffentlichte 16 Romane, von denen die meisten Bestseller wurden.
Sein größter Erfolg war der 1955 erschienene Roman „Tante Mame“ (Originaltitel: „Auntie Mame - an Irreverant Escapade“). Die exzentrische Titelheldin wurde als Gegenentwurf zum konservativ-biederen Frauenideal der damaligen Zeit aufgefasst, als „Amerikas diabolische Antwort auf Mary Poppins“ (Paul Rudnick). Der Roman diente als Vorlage für ein Theaterstück, einen Film von 1958 mit Rosalind Russell in der Titelrolle, ein gleichnamiges Musical in dessen Uraufführung am Broadway 1966 Angela Lansbury Mame verkörperte und eine Verfilmung des Musicals von 1974 mit Lucille Ball.
Zu Dennis Œuvre zählen außerdem Titel wie „Um die Welt mit Tante Mame“ („Around the World with Auntie Mame“), „Genius“, „Tony“, „How Firm a Foundation“, „The Joyous Season“, „Love and Mrs. Sergeant“ und „Little Me“. Die Handlung seiner Werke ist oft nach dem Muster von „Tante Mame“ um eine exzentrische weibliche Hauptfigur herum angelegt.
Als Dennis’ Werke aus der Mode gekommen waren, er in Vergessenheit geriet und bankrott war, arbeitete er ab 1974 bis zu seinem Lebensende als Butler, ohne dass seine Arbeitgeber wussten, dass es sich um den berühmten Autor handelt. Er starb am 6. November 1976 im Alter von 55 Jahren an Bauchspeicheldrüsenkrebs.